# George F. Edmunds

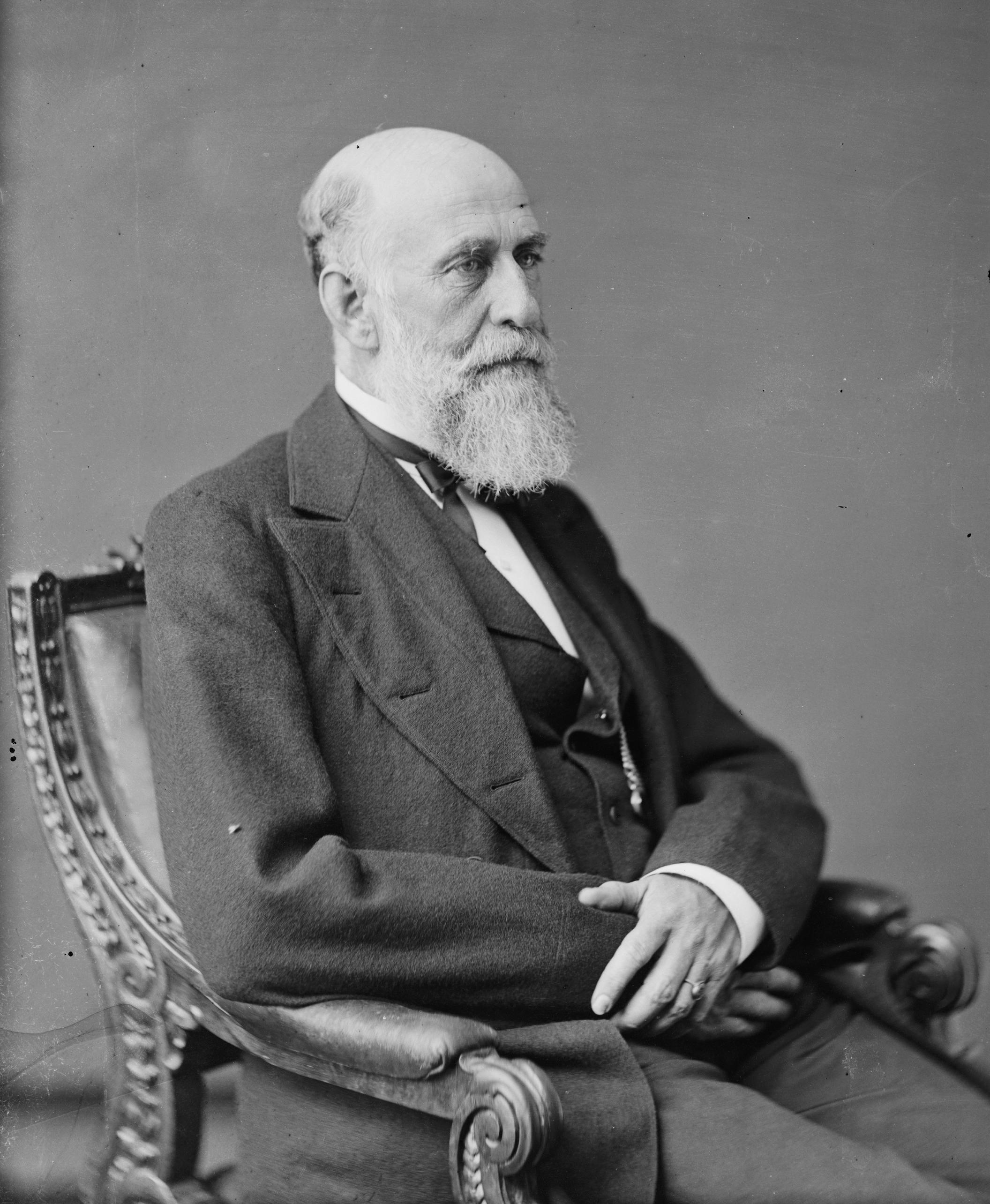
George F. Edmunds

George Franklin Edmunds (* 1. Februar 1828 in Richmond, Vermont; † 27. Februar 1919 in Pasadena, Kalifornien) war ein US-amerikanischer Politiker (Republikanische Partei), der den Bundesstaat Vermont im US-Senat vertrat.
George Edmunds besuchte als Junge die öffentlichen Schulen, erhielt aber auch Privatunterricht. Nach seinem Studium der Rechtswissenschaften wurde er 1849 in die Anwaltskammer aufgenommen und eröffnete eine Kanzlei in Burlington. Politisch wurde er erstmals 1854 als Abgeordneter im Repräsentantenhaus von Vermont aktiv, wo er bis 1859 verblieb; dabei war er drei Jahre der Speaker der Kammer. Danach wechselte er in den Staatssenat und war von 1861 bis 1862 dessen Präsident pro tempore.
Nach dem Tod von US-Senator Solomon Foot im März 1866 wurde George Edmunds zu dessen Nachfolger ernannt. Er nahm den Sitz ab dem 3. April ein und behielt ihn nach mehreren Wiederwahlen bis zum 1. November 1891. Während dieser Zeit war er unter anderem eine treibende Kraft beim Impeachment gegen Präsident Andrew Johnson im Jahr 1868. Nach der Präsidentschaftswahl 1876 war er einflussreiches Mitglied jener Senatskommission, die nach dem knappen und umstrittenen Ergebnis die Entscheidung zu Gunsten des republikanischen Kandidaten Rutherford B. Hayes traf. 1880 und 1884 gehörte er jeweils selbst zum Bewerberkreis seiner Partei für das Präsidentenamt. Edmunds war für seine juristischen und politischen Kenntnisse sowie seine liberalen Ansichten bekannt.
Mit dem Edmunds Act brachte er einen Gesetzentwurf ein, dessen Ratifizierung die Vielehe in Utah zu einer Straftat erklärte. Edmunds wirkte auch am Sherman Antitrust Act mit. Von 1883 bis 1885 war er Präsident pro tempore des Senats; von 1885 bis 1891 stand er als Republican Conference Chairman der Fraktion seiner Partei vor. Überdies fungierte er während seiner Zeit im Senat unter anderem als Vorsitzender des Pensionsausschusses, des Justizausschusses und des auswärtigen Ausschusses.
1891 trat George Edmunds als Senator zurück, um wieder seiner juristischen Tätigkeit in Philadelphia nachgehen zu können. Später setzte er sich dann in Pasadena zur Ruhe, wo er 1919 starb. Noch zu Lebzeiten wurde er durch die Benennung der Stadt Edmonds im Staat Washington nach ihm gewürdigt; allerdings schrieben die Stadtgründer seinen Namen falsch.
Seit 1895 war er gewähltes Mitglied der American Philosophical Society.